# Strugari
Strugari is een Roemeense gemeente in het district Bacău.
Strugari telt 2565 inwoners.